# 제로니모 베로아
제로니모 베로아(1965년 3월 18일 ~ )는 도미니카 공화국의 전 야구 선수다.

## 메이저리그 시절
1989년 애틀랜타 브레이브스 소속으로 메이저리그에 데뷔해 그 해 백업으로 뛰며 81경기 0.265의 타율로 가능성을 보였다. 그 후 오클랜드로 이적한 후 포텐이 터지며 볼티모어 시절인 1997년까지 4년 연속으로 2할 중후반대 이상의 타율과 8할대의 OPS를 기록했고 97홈런을 치며 팀의 중심타자로 활약했다. 그러나 이후 점차 입지가 좁아지며 2000년을 끝으로 메이저리그 생활을 마치게 되었다.

## 롯데 자이언츠 시절
2002년, 당시 부상이 있었음에도 불구하고 롯데 자이언츠에 입단했다. 그 해 11경기 31타수 3안타 1홈런 15삼진 타율 0.097로 최악의 성적을 기록하며 한 달로 안 되어 퇴출되었다.

## 이후
멕시코 리그에서 1시즌을 더 뛴 후 은퇴했고 뒷날 약물 복용자로 한국 팬들에게 소식을 전했다.

## 같이 보기
- 2002년 롯데 자이언츠 시즌